# 2010년 정동진독립영화제
제12회 정동진독립영화제는 2010년 8월 6일에 열린 시상식이다.

## 수상 및 후보

### 땡그랑동전상
- 더 브라스 퀸텟 - 유대얼 수상

### 섹션1
- 더 브라스 퀸텟 - 유대얼
- 레일 - 명배영
- 하우스 패밀리 - 오상호

### 섹션2
- 태영, 센터가는 길 - 김태영 외 2명
- 88만원 - 김일현
- 경주여행 - 김지현
- 아따쿨 - 이희찬

### 섹션3
- 런던유학생 리차드 - 이용승
- 아이스크림 - 박가희
- 테이크 플레이스 - 박용석
- 저수지의 개들 - 최진성

### 섹션4
- 파마 - 이란희
- 다섯번째 계절 - 민성아
- 아날로그 드림 - 유미정
- 츄리멜로 - 권용숙

### 섹션5
- NO.1009 - 이승민
- 결정적 순간 - 박정한
- 이공계소년 - 우문기
- In The Cold Cold Night 03_Repeat Mark - 기채생

### 섹션6
- 할 수 있는 자가 구하라 - 윤성호

### 특별섹션1
- 레인보우 - 신수원